# 8329 Speckman
8329 Speckman (1982 FP3) là một tiểu hành tinh vành đai chính between Mars và Jupiter, được phát hiện ngày 22 tháng 3 năm 1982 bởi H. Debehogne ở Đài thiên văn Nam Âu. Nó được đặt theo tên Willamette University football coach Mark Speckman.